# Kiezmark
Kiezmark (niem. Käsemark) – wieś w Polsce na Żuławach Gdańskich położona w województwie pomorskim, w powiecie gdańskim, w gminie Cedry Wielkie na obszarze Żuław Gdańskich przy drodze krajowej nr 7 (E77). Wieś jest siedzibą sołectwa Kiezmark, w którego skład wchodzi również miejscowość Serowo.
Wieś należąca do Żuław Steblewskich terytorium miasta Gdańska położona była w drugiej połowie XVI wieku w województwie pomorskim. W latach 1954–1959 wieś należała i była siedzibą władz gromady Kiezmark, po jej zniesieniu w gromadzie Cedry Wielkie. W latach 1975–1998 miejscowość administracyjnie należała do ówczesnego województwa gdańskiego.
W miejscowym kościele parafialnym pw. Matki Boskiej Częstochowskiej od 4 listopada 2011 roku znajdują się relikwie (kropla krwi i włosy) św. Jana Pawła II. Kościół jest siedzibą parafii rzymskokatolickiej, należącej do dekanatu Żuławy Steblewskie w archidiecezji gdańskiej.
W miejscowości znajduje się przydrożna kapliczka z figurą Najświętszego Serca Pana Jezusa - votum fundatora za ocalenie w czasie pacyfikacji.

## Zabytki
Według rejestru zabytków Narodowego Instytutu Dziedziectwa na listę zabytków wpisane są:
- murowano-szachulcowy kościół ewangelicki, obecnie rzymskokatolicki pw. MB Częstochowskiej z XVIII w., nr rej.: 210 z 6.08.1962
- cmentarz grzebalny, XVI/XVII w., nr rej.: 1018 z 14.10.1987

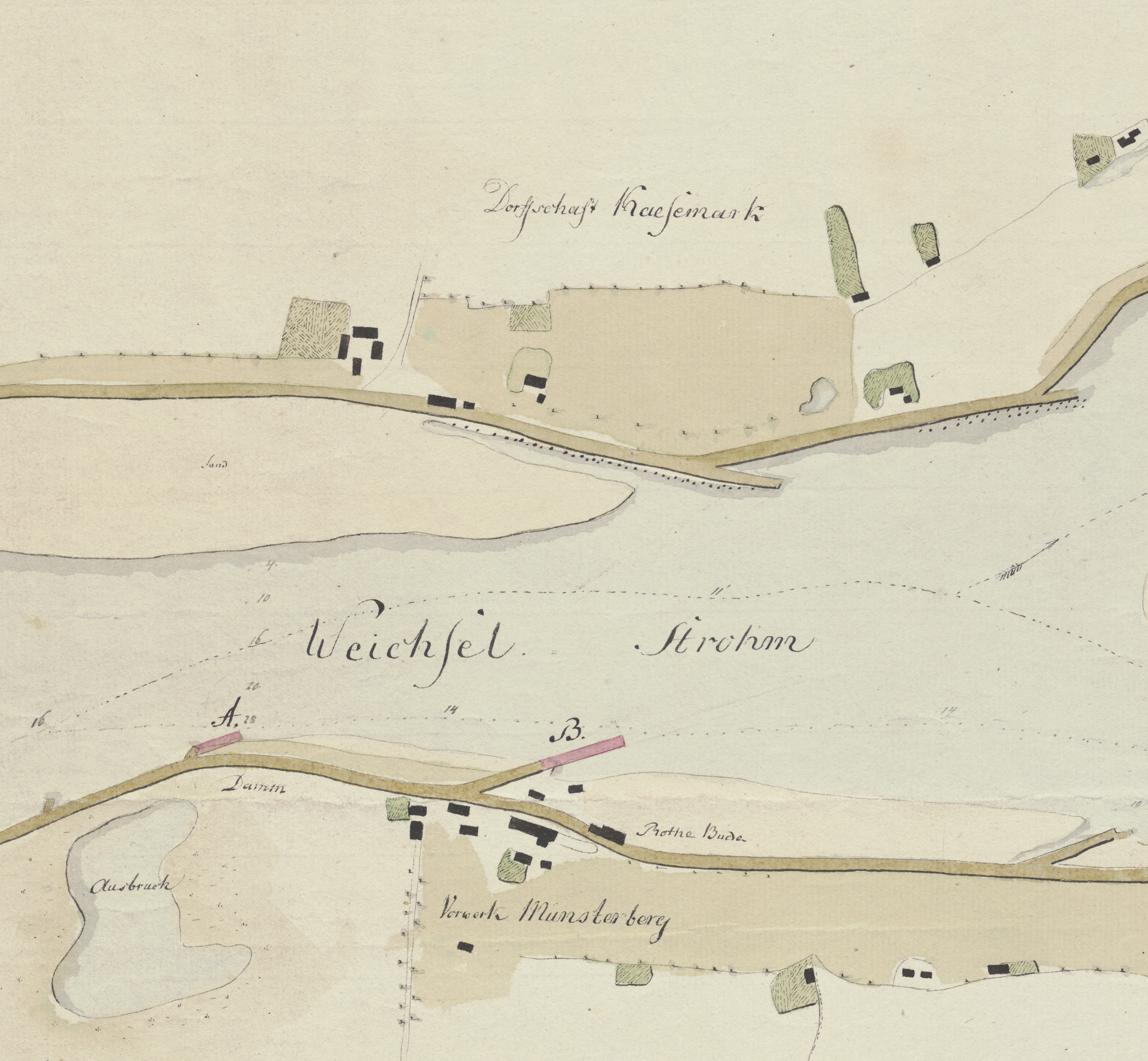
Kiezmark (Käsemark) na mapie z około 1795 r.
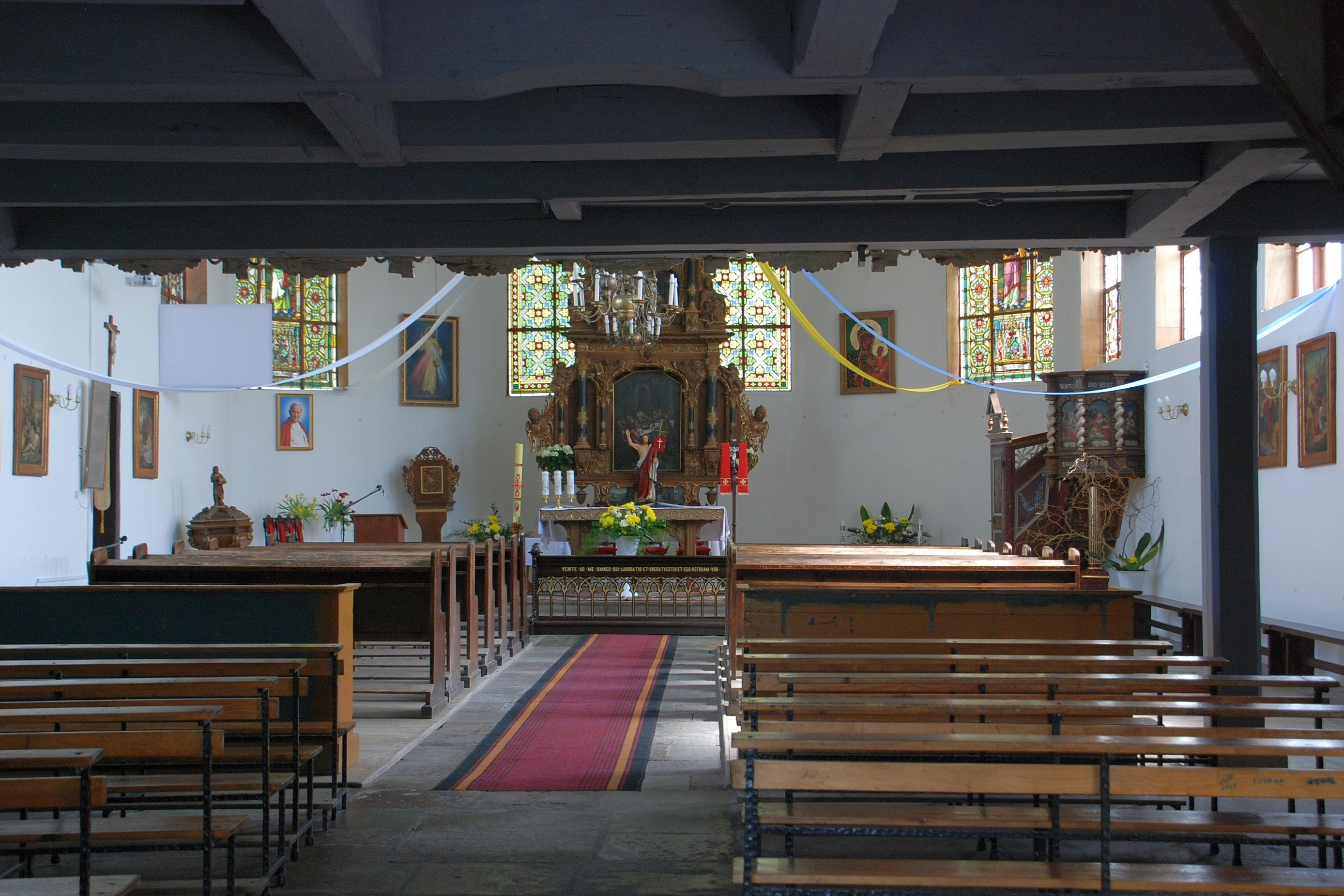
Wnętrze kościoła
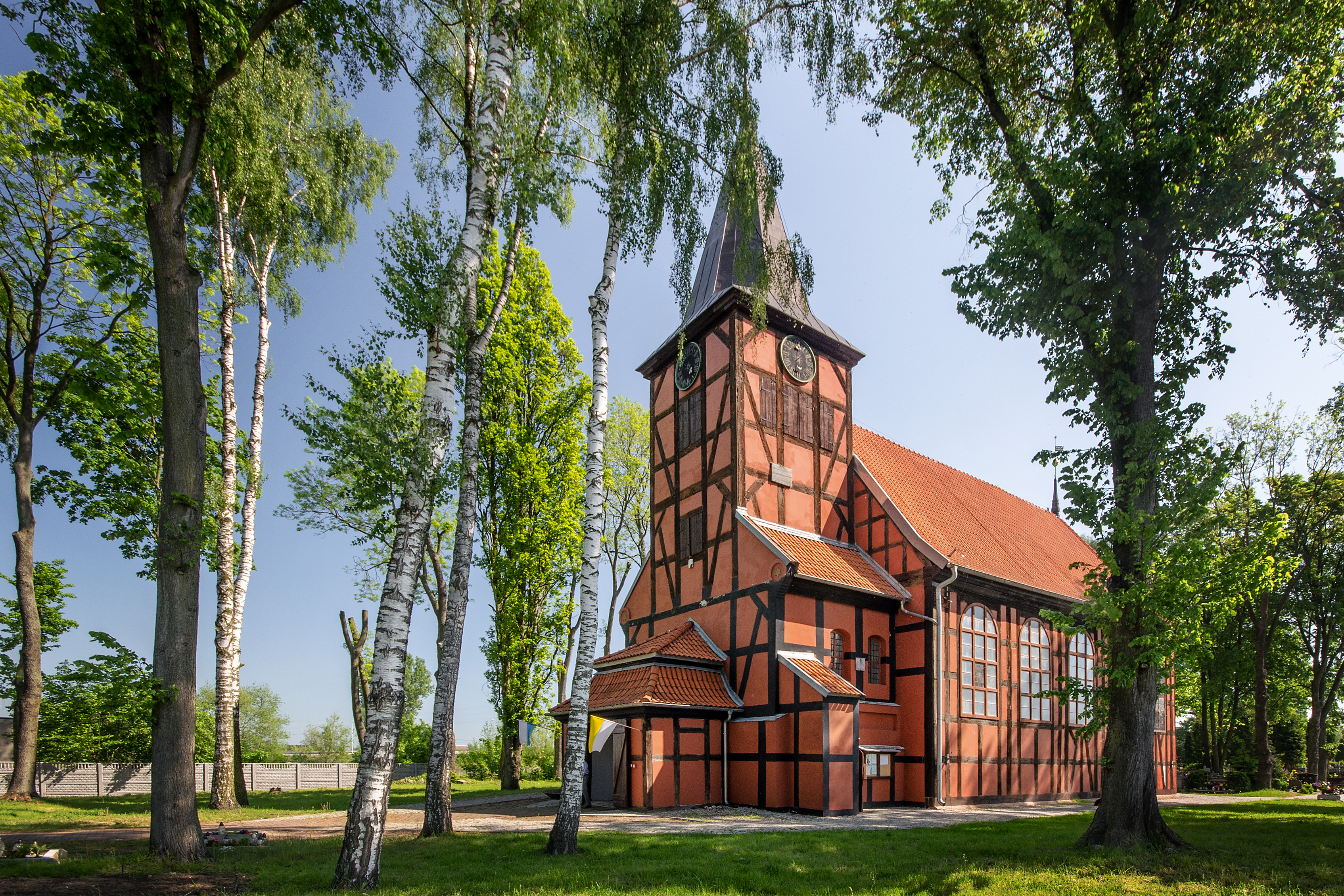
Elewacja frontowa kościoła
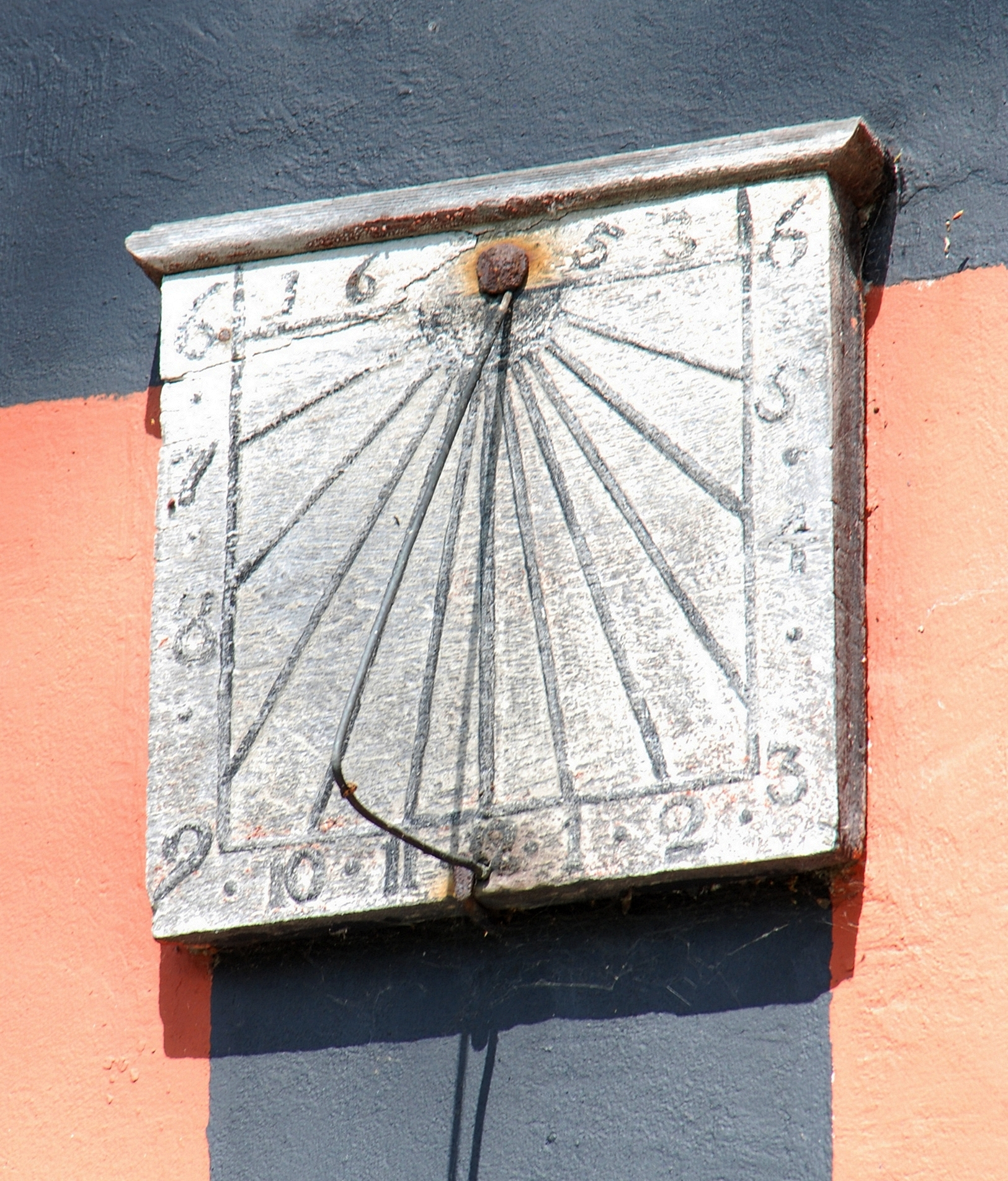
Kamienny zegar słoneczny z 1653 roku na kościele
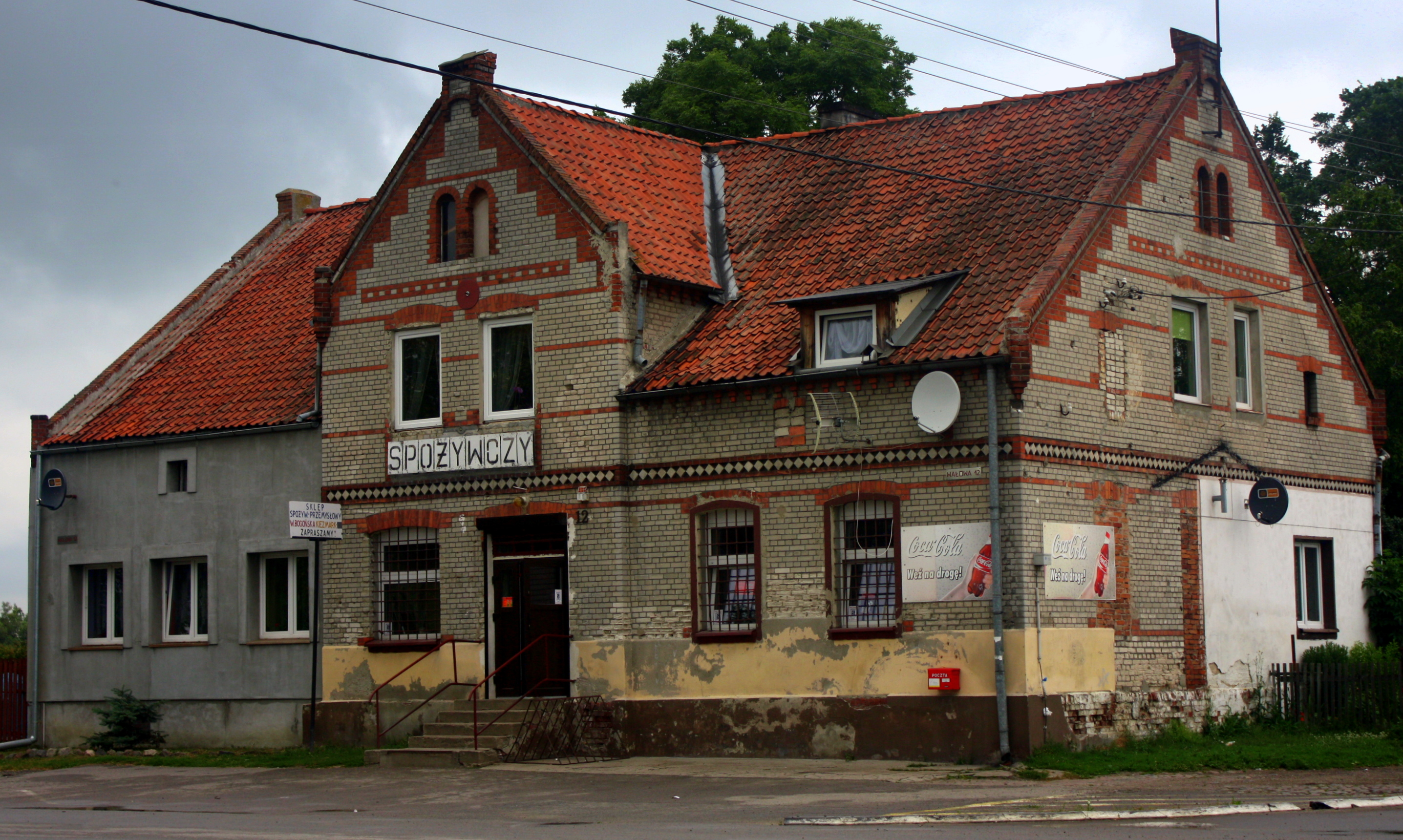
Jeden z budynków
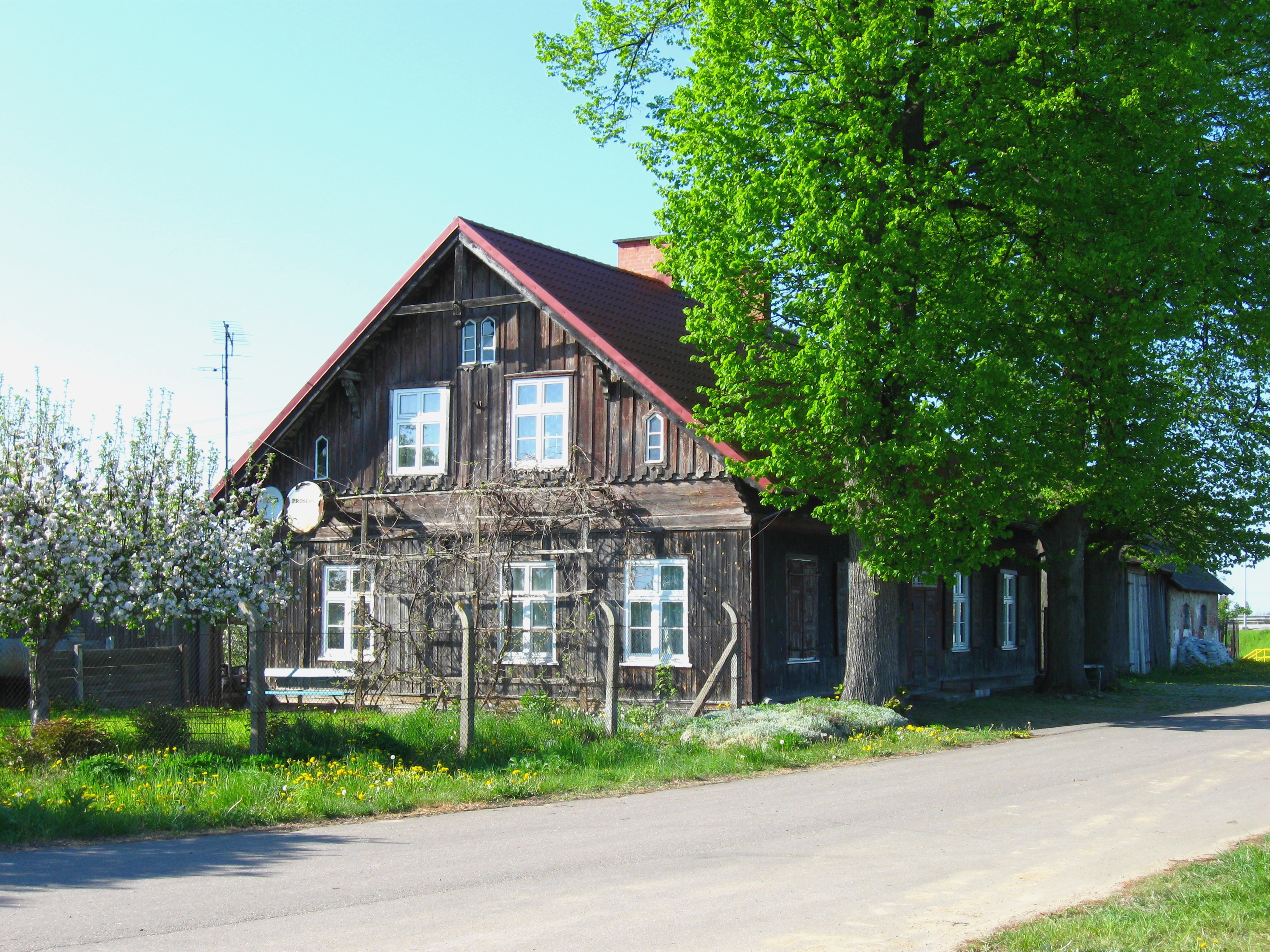
drewniana strażnica wałowa z 2 poł. XIX w., nr rej.: A-1860 z 4.05.2010
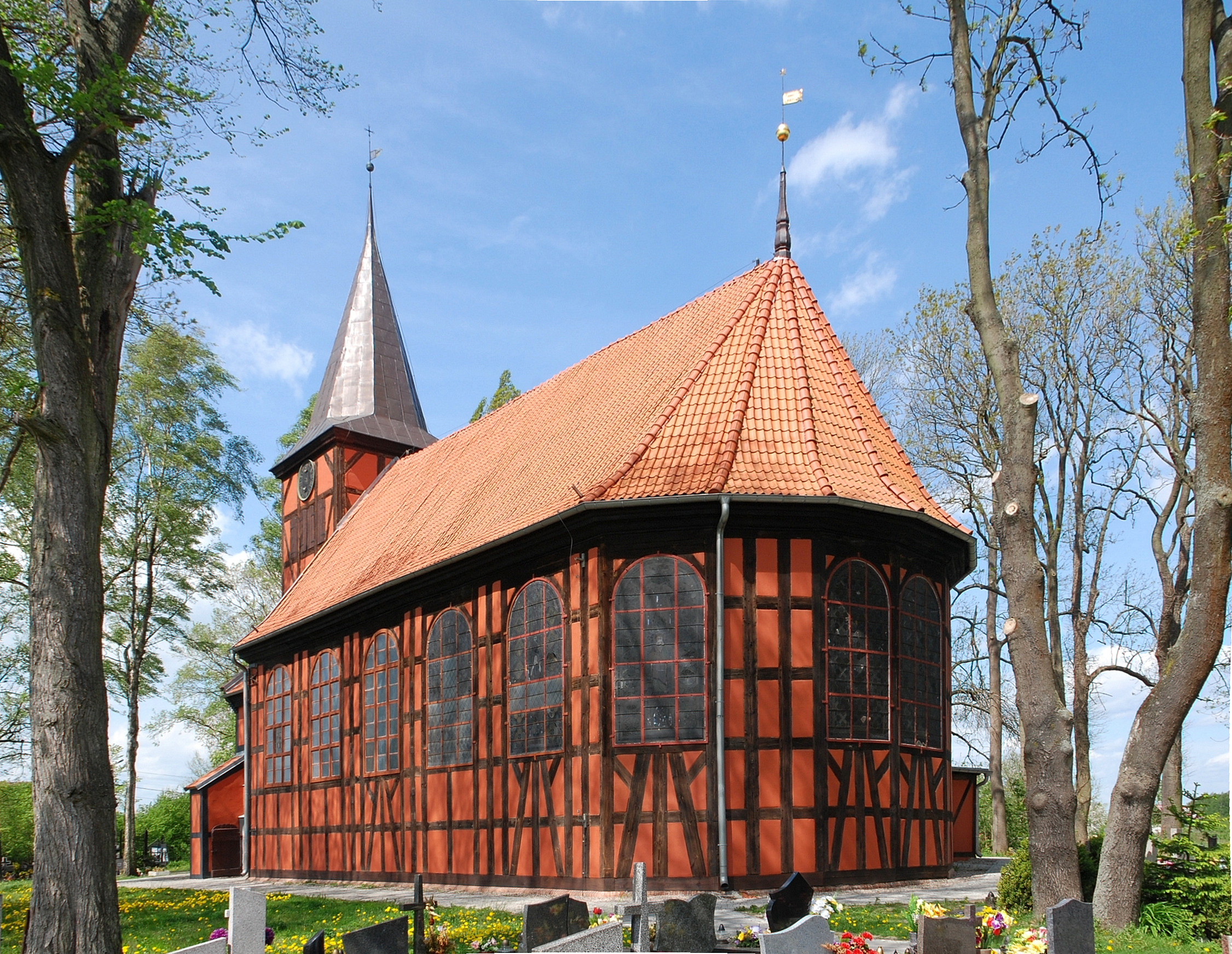
Zabytkowy poewangelicki kościół

- dawny ogród (otoczenie z 3 lipami), nr rej.: j.w.